# Португалия на зимних Олимпийских играх 2018
Португалия на зимних Олимпийских играх 2018 года была представлена двумя спортсменами в двух дисциплинах лыжного спорта.

## Состав сборной
Горнолыжный спорт
1. Артур Хансе

 Лыжные гонки
1. Лам Ке Куен

## Результаты соревнований

### Лыжные виды спорта

#### Горнолыжный спорт
Квалификация спортсменов для участия в Олимпийских играх осуществлялась на основании специального квалификационного рейтинга FIS по состоянию на 21 января 2018 года. При этом НОК для участия в Олимпийских играх мог выбрать только того спортсмена, который вошёл в топ-500 олимпийского рейтинга в своей дисциплине, и при этом имел определённое количество очков, согласно квалификационной таблице. Страны, не имеющие участников в числе 500 сильнейших спортсменов, могли претендовать только на квоты категории «B» в технических дисциплинах. По итогам квалификационного отбора сборная Португалии завоевала олимпийскую лицензию категории «B» в мужских соревнованиях.
Мужчины
| Соревнование      | Спортсмены  | Скоростной спуск/ 1 спуск | Скоростной спуск/ 1 спуск | Слалом/ 2 спуск | Слалом/ 2 спуск | Всего   | Место | Отставание |
| Соревнование      | Спортсмены  | Время                     | Место                     | Время           | Место           | Всего   | Место | Отставание |
| ----------------- | ----------- | ------------------------- | ------------------------- | --------------- | --------------- | ------- | ----- | ---------- |
| слалом            | Артур Хансе | 58,26                     | 46                        | 1:00,35         | 38              | 1:58,61 | 38    | +19,62     |
| гигантский слалом | Артур Хансе | 1:22,43                   | 76                        | 1:21,52         | 67              | 2:43,95 | 66    | +25,91     |

#### Лыжные гонки
Квалификация спортсменов для участия в Олимпийских играх осуществлялась на основании специального квалификационного рейтинга FIS по состоянию на 21 января 2018 года. Для получения олимпийской лицензии категории «A» спортсменам необходимо было набрать максимум 100 очков в дистанционном рейтинге FIS. При этом каждый НОК может заявить на Игры 1 мужчину и 1 женщины, если они выполнили квалификационный критерий «B», по которому они смогут принять участие в спринте и гонках на 10 км для женщин или 15 км для мужчин. По итогам квалификационного отбора сборная Португалии завоевала одну мужскую олимпийскую лицензию категории «B» в гонке на 15 км, благодаря успешным выступлениям Лам Ке Куена.
Мужчины
Дистанционные гонки
| Соревнование           | Спортсмены  | Результат | Место | Отставание |
| ---------------------- | ----------- | --------- | ----- | ---------- |
| 15 км свободным стилем | Лам Ке Куен | 54:34,1   | 113   | +20:50,2   |